# アロンゾ・モーニング
アロンゾ・ハーディング・モーニング・ジュニア（Alonzo Harding Mourning, Jr., 1970年2月8日 - ） はアメリカ合衆国バージニア州チェサピーク出身の元プロバスケットボール選手。ポジションはセンター。
センタープレイヤーとして特別上背があったわけではなかったが、剛力を発揮してインサイドを支配し、強烈な印象を残した。1999年と2000年にNBA最優秀守備選手賞を受賞した好ディフェンダーであり、2000年シドニーオリンピック金メダリスト。愛称は「ZO（ゾー）」。

## 経歴
ジョージタウン大学のスター選手として名をとどろかせた。1年先輩にディケンベ・ムトンボがいた。パトリック・ユーイングも大学の先輩にあたる。モーニングは同大学卒業後1992年のNBAドラフトでシャキール・オニールに次ぐ全体2番目でシャーロット・ホーネッツから指名されてNBA入りした。
ルーキー離れした活躍を見せ新人王候補にも残るが、オニールに敗れる。しかし、オールルーキーファーストチームに選出される。ホーネッツはラリー・ジョンソンとケンドール・ギルなど有能な選手が揃い、「フューチャーブルズ」（未来のシカゴ・ブルズ）と呼ばれるほど強豪チームになるのではないかと期待される。1994年バスケットボール世界選手権にドリームチームIIとして出場し優勝した。3年間ホーネッツでプレーした後、95-96シーズン開幕前にヒートに移籍した。
ヒートでは、パット・ライリーの指揮のもと強豪チームとなる。チームメイトのティム・ハーダウェイと何度も優勝のチャンスを掴むが、優勝を味わうことはなかった。1995-96シーズン、3月29日のワシントン・ウィザーズ戦でキャリアハイとなる50得点を記録した。1998-99シーズンと99-00シーズンにはNBA最優秀守備選手賞を受賞した。2000年に開催されたシドニーオリンピックでアメリカ代表としてプレー。見事金メダルを獲得する。それからがモーニングの試練になるのであった。
オリンピックも終了し、帰国したモーニングに衝撃の事実が告げられる。モーニングは巣状糸球体硬化症（腎臓の疾患）を患っていた。選手生命にもかかわる事態となったが、モーニングは腎臓の移植手術を決断。シーズン終了前の13試合に出場するなど、鋼鉄の体を見せるが、プレーオフでは結果を残せず。続く01-02シーズン終了後モーニングは引退を発表した。
ところが、モーニングは引退から1年後にニュージャージー・ネッツと契約。だが、モーニングの状態はよくなく、12試合に出場したのみで再び引退。不死身といわれたモーニングも終わりだと思われた。
しかし、04-05シーズンにモーニングは再びNBAのコートに帰ってきた。シーズン開幕後はネッツでプレーしていたが、ヴィンス・カーターとのトレードでトロント・ラプターズに移籍、ラプターズではプレーせずに古巣のヒートに復帰した。
こうしてヒートに戻ってきたモーニングは、04-05シーズンに移籍したシャキール・オニールの控えセンターとして活躍し、オニールや新しいスター、ドウェイン・ウェイドらと共にNBAの頂点を目指し、2006年にはキャリアで初めての優勝を果たした。優勝が決まったNBAファイナル第6戦でモーニングは5ブロックと大暴れし、チームの優勝に大きく貢献した。
優勝した後のヒートは急速に衰え、翌06-07シーズンはプレイオフには進出したものの、1回戦でシカゴ・ブルズに全敗で敗退し、翌07-08シーズンもシーズン序盤から大きく負け越した。モーニングは開幕前からこのシーズンを最後に引退することを表明していたが、12月20日のアトランタ・ホークス戦で右ひざ脚蓋腱を断裂してしまい、シーズン中の復帰は絶望視されてしまう。シャキール・オニールらチームメイトに抱えながらコートを去る時、モーニングの口からは「It's over」という言葉が漏れたという。
その後モーニングは引退を表明し、08-09シーズン、3月30日のマジック戦、引退セレモニーが43分間にわたって行われた。同時に、現役時代の背番号「33」ヒートの所属選手で初のヒートの永久欠番となった。なお、本人曰く「師匠」であるパトリック・ユーイング(現シャーロット・ホーネッツアシスタントコーチ)が同席できるよう、このマジック戦のハーフタイムが選ばれたのだという。モーニングは大粒の涙を流し、現役生活に幕を下ろした。
2014年にバスケットボール殿堂入りを果たした。

## 個人成績

### NBA

#### レギュラーシーズン
| シーズン     | チーム       | GP  | GS  | MPG  | FG%  | 3P%  | FT%  | RPG  | APG | SPG | BPG  | PPG  |
| ------------ | ------------ | --- | --- | ---- | ---- | ---- | ---- | ---- | --- | --- | ---- | ---- |
| 1992–93      | CHA          | 78  | 78  | 33.9 | .511 | .000 | .781 | 10.3 | 1.0 | .3  | 3.5  | 21.0 |
| 1993–94      | CHA          | 60  | 59  | 33.6 | .505 | .000 | .762 | 10.2 | 1.4 | .5  | 3.1  | 21.5 |
| 1994–95      | CHA          | 77  | 77  | 38.2 | .519 | .324 | .761 | 9.9  | 1.4 | .6  | 2.9  | 21.3 |
| 1995–96      | MIA          | 70  | 70  | 38.2 | .523 | .300 | .685 | 10.4 | 2.3 | 1.0 | 2.7  | 23.2 |
| 1996–97      | MIA          | 66  | 65  | 35.2 | .534 | .111 | .642 | 9.9  | 1.6 | .8  | 2.9  | 19.8 |
| 1997–98      | MIA          | 58  | 56  | 33.4 | .551 | ---  | .665 | 9.6  | .9  | .7  | 2.2  | 19.2 |
| 1998–99      | MIA          | 46  | 46  | 38.1 | .511 | .000 | .652 | 11.0 | 1.6 | .7  | 3.9* | 20.1 |
| 1999-00      | MIA          | 79  | 78  | 34.8 | .551 | .000 | .711 | 9.5  | 1.6 | .5  | 3.7* | 21.7 |
| 2000–01      | MIA          | 13  | 3   | 23.5 | .518 | .000 | .564 | 7.8  | .9  | .3  | 2.4  | 13.6 |
| 2001–02      | MIA          | 75  | 74  | 32.7 | .516 | .333 | .657 | 8.4  | 1.2 | .4  | 2.5  | 15.7 |
| 2003–04      | NJN          | 12  | 0   | 17.9 | .465 | ---  | .882 | 2.3  | .7  | .2  | .5   | 8.0  |
| 2004–05      | NJN          | 18  | 14  | 25.4 | .453 | ---  | .593 | 7.1  | .8  | .3  | 2.3  | 10.4 |
| 2004–05      | MIA          | 19  | 3   | 12.9 | .516 | ---  | .564 | 3.7  | .2  | .2  | 1.7  | 5.0  |
| 2005–06†     | MIA          | 65  | 20  | 20.0 | .597 | .000 | .594 | 5.5  | .2  | .2  | 2.7  | 7.8  |
| 2006–07      | MIA          | 77  | 43  | 20.4 | .560 | ---  | .601 | 4.5  | .2  | .2  | 2.3  | 8.6  |
| 2007–08      | MIA          | 25  | 0   | 15.6 | .547 | ---  | .592 | 3.7  | .3  | .2  | 1.7  | 6.0  |
| 通算：15年   | 通算：15年   | 838 | 686 | 31.0 | .527 | .247 | .692 | 8.5  | 1.1 | .5  | 2.8  | 17.1 |
| オールスター | オールスター | 4   | 1   | 18.8 | .545 | .000 | .667 | 4.8  | 1.0 | .8  | 2.0  | 10.0 |

#### プレーオフ
| シーズン   | チーム     | GP | GS | MPG  | FG%  | 3P%  | FT%  | RPG  | APG | SPG | BPG | PPG  |
| ---------- | ---------- | -- | -- | ---- | ---- | ---- | ---- | ---- | --- | --- | --- | ---- |
| 1993       | CHA        | 9  | 9  | 40.8 | .480 | .000 | .774 | 9.9  | 1.4 | .7  | 3.4 | 23.8 |
| 1995       | CHA        | 4  | 4  | 43.5 | .421 | .500 | .837 | 13.3 | 2.8 | .8  | 3.3 | 22.0 |
| 1996       | MIA        | 3  | 3  | 30.7 | .486 | ---  | .714 | 6.0  | 1.3 | .7  | 1.0 | 18.0 |
| 1997       | MIA        | 17 | 17 | 37.1 | .491 | .375 | .555 | 10.2 | 1.1 | .6  | 2.7 | 17.8 |
| 1998       | MIA        | 4  | 4  | 34.5 | .518 | ---  | .655 | 8.5  | 1.3 | .8  | 2.5 | 19.3 |
| 1999       | MIA        | 5  | 5  | 38.8 | .521 | ---  | .653 | 8.2  | .8  | 1.6 | 2.8 | 21.6 |
| 2000       | MIA        | 10 | 10 | 37.6 | .484 | .000 | .667 | 10.0 | 1.4 | .2  | 3.3 | 21.6 |
| 2001       | MIA        | 3  | 3  | 30.3 | .480 | ---  | .579 | 5.3  | 1.0 | .0  | 1.7 | 11.7 |
| 2005       | MIA        | 15 | 2  | 16.9 | .705 | ---  | .558 | 4.8  | .3  | .3  | 2.2 | 6.1  |
| 2006†      | MIA        | 21 | 0  | 10.8 | .703 | ---  | .667 | 2.9  | .1  | .2  | 1.1 | 3.8  |
| 2007       | MIA        | 4  | 0  | 13.8 | .909 | ---  | .385 | 2.0  | .3  | .0  | .8  | 6.3  |
| 出場：11回 | 出場：11回 | 95 | 57 | 27.3 | .512 | .368 | .649 | 7.0  | .9  | .5  | 2.3 | 13.6 |

## タイトル・受賞
- NBA優勝：2006
- オールNBA1stチーム：1999
- オールNBA2ndチーム：2000
- 最優秀守備選手賞：1999, 2000
- オールディフェンシブ1stチーム：1999, 2000
- オールスター出場：1994, 1995, 1996, 1997, 2000, 2001, 2002
- ブロック王：1999（1試合平均3.91）
- オールルーキー1stチーム：1993

## キャリアハイ記録
- 得点 : 50 (1996年3月29日、対ワシントン・ウィザーズ)[1]
- リバウンド : 22 (1993年3月1日、対ユタ・ジャズ、1993年4月16日、対デトロイト・ピストンズ、1996年1月19日、対シャーロット・ホーネッツ[1]
- アシスト : 7 (1996年12月6日、対ボストン・セルティックス[1]
- ブロックショット : 9 (2005年11月28日、対ニューヨーク・ニックス。他7回)[1]